# Джеймстаун (Пенсільванія)
Джеймстаун (англ. Jamestown) — місто (англ. borough) в США, в окрузі Мерсер штату Пенсільванія. Населення — 582 особи (2020).

## Географія
Джеймстаун розташований за координатами 41°29′3″ пн. ш. 80°26′14″ зх. д. / 41.48417° пн. ш. 80.43722° зх. д. (41.484108, -80.437245).  За даними Бюро перепису населення США в 2010 році місто мало площу 2,17 км², з яких 2,16 км² — суходіл та 0,01 км² — водойми.

## Демографія
Згідно з переписом 2010 року, у селищі мешкало 617 осіб у 258 домогосподарствах у складі 177 родин. Густота населення становила 284 особи/км².  Було 307 помешкань (141/км²).
Расовий склад населення:
| - 99,2 % — білих - 0,3 % — вихідців з тихоокеанських островів - 0,3 % — азіатів |

До двох чи більше рас належало 0,2 %. Частка іспаномовних становила 0,2 % від усіх жителів.
За віковим діапазоном населення розподілялося таким чином: 21,4 % — особи молодші 18 років, 59,8 % — особи у віці 18—64 років, 18,8 % — особи у віці 65 років та старші. Медіана віку мешканця становила 44,5 року. На 100 осіб жіночої статі у селищі припадало 94,0 чоловіків;  на 100 жінок у віці від 18 років та старших — 90,2 чоловіків також старших 18 років.
Середній дохід на одне домашнє господарство  становив 45 664 долари США (медіана — 33 917), а середній дохід на одну сім'ю — 57 907 доларів (медіана — 49 318). Медіана доходів становила 42 917 доларів для чоловіків та 31 023 долари для жінок. За межею бідності перебувало 16,5 % осіб, у тому числі 29,1 % дітей у віці до 18 років та 13,4 % осіб у віці 65 років та старших.
Цивільне працевлаштоване населення становило 245 осіб. Основні галузі зайнятості: освіта, охорона здоров'я та соціальна допомога — 44,5 %, публічна адміністрація — 12,7 %, виробництво — 10,6 %, роздрібна торгівля — 8,6 %.